# Media (statistica)

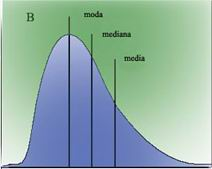
Una funzione di distribuzione con evidenziate la moda, la mediana e la media

In statistica, la media è un singolo valore numerico che descrive sinteticamente un insieme di dati. Esistono diversi tipi di media che possono essere scelte per descrivere un fenomeno: quelle più comunemente impiegate sono le tre cosiddette medie pitagoriche (aritmetica, geometrica e armonica). Nel linguaggio ordinario, con il termine media si intende comunemente la media aritmetica. È l'indice di posizione più usato.

## Definizione generale di Chisini
Oscar Chisini ha formalizzato una definizione generale di media ampiamente accettata, che riflette la relatività del concetto di media rispetto al particolare fenomeno in analisi.
Dato un campione {\displaystyle (x_{1},x_{2},\dots ,x_{n})} di numerosità {\displaystyle n} e una funzione {\displaystyle f} in {\displaystyle n} variabili, la media delle {\displaystyle x_{i}} rispetto a {\displaystyle f} è definita come quell'unico numero {\displaystyle M}, se esiste, tale che sostituendolo a tutte le variabili il valore della funzione rimane inalterato:
{\displaystyle f(x_{1},x_{2},\dots ,x_{n})=f(M,M,\dots ,M).}
Le medie comunemente impiegate (aritmetica, geometrica, armonica, di potenza) sono casi particolari ottenibili tramite questa definizione, per una funzione {\displaystyle f} opportuna.

## Media aritmetica
La media aritmetica è il tipo di media impiegato più comunemente e quello al quale, con il termine "media", si fa in genere riferimento nel parlare comune. Viene usata per riassumere con un solo numero un insieme di dati su un fenomeno misurabile (per esempio, l'altezza media di una popolazione).
Viene calcolata sommando tutti i valori a disposizione e dividendo il risultato per il numero complessivo dei dati.
La formula della media aritmetica semplice per {\displaystyle n} elementi è:
{\displaystyle M_{a}={\frac {1}{n}}\sum _{i=1}^{n}x_{i}.}
Nel caso in cui si disponga della distribuzione di frequenze del fenomeno (carattere) misurato è possibile calcolare più agilmente la media aritmetica a partire dalle seguente formula:
{\displaystyle M_{a}={\frac {1}{n}}\sum _{j=1}^{K}x_{j}n_{j},}
dove {\displaystyle K} è il numero di modalità assunte dal carattere {\displaystyle x,} {\displaystyle x_{j}} rappresenta la {\displaystyle j}-esima modalità di {\displaystyle x} e {\displaystyle n_{j}} la corrispondente frequenza assoluta. Essendo poi {\displaystyle n_{j}/n=f_{j}}, ne deriva che:
{\displaystyle M_{a}=\sum _{j=1}^{K}x_{j}f_{j},}
dove {\displaystyle f_{j}} rappresenta la frequenza relativa della {\displaystyle j}-esima modalità del carattere {\displaystyle x.}
La media aritmetica ponderata (o media pesata) viene calcolata sommando i valori in analisi, ognuno moltiplicato per un coefficiente (detto anche peso) che ne definisce l'"importanza", e dividendo tutto per la somma dei pesi (quindi è una combinazione lineare convessa dei dati in analisi). Alla luce di questa definizione, la media aritmetica semplice è un caso particolare di media aritmetica pesata nella quale tutti i valori hanno peso unitario.
La formula generale per la media pesata è quindi:
{\displaystyle M_{a,pond}={\frac {\sum _{i=1}^{n}x_{i}f_{i}}{\sum _{i=1}^{n}f_{i}}},}
dove {\displaystyle f_{i}} è il peso del termine {\displaystyle i}-esimo.
Si dimostra facilmente che la media aritmetica è un indice di posizione, in quanto aggiungendo o moltiplicando tutti i valori per una stessa quantità la media stessa aumenta o è moltiplicata per quella stessa quantità. Come tutti gli indici di posizione, la media aritmetica fornisce l'ordine di grandezza dei valori esistenti e permette di conoscerne la somma dei valori (moltiplicando la media per il numero {\displaystyle n} di elementi).
Oltre che in matematica, la media aritmetica è ampiamente impiegata in svariati campi, quali economia, sociologia e nella maggior parte delle discipline accademiche.
Nonostante la media aritmetica sia spesso usata per fare riferimento alle tendenze, non fornisce un dato statistico robusto in quanto risente notevolmente dei valori anomali (outlier). Per questo si considerano spesso anche altri indici, come la mediana, che sono più robusti rispetto ai valori anomali e si fa un'analisi comparata. Un tentativo di ridurre l'effetto dei valori estremi nel calcolo della media aritmetica è costituito dalla trimmed mean, ovvero un particolare calcolo della media nel quale si considera solo una certa percentuale dei valori più centrali, tralasciando i valori agli estremi di questi. È comune, per esempio, il calcolo della trimmed mean al 50%, che consiste nella media aritmetica del 50% dei valori più centrali, tralasciando dunque il 25% dei valori più piccoli e il 25% di quelli più grandi.

### Proprietà della media aritmetica
La media aritmetica gode delle seguenti proprietà:
- la somma degli scarti di ciascun valore di {\displaystyle x} dalla media aritmetica è nulla:

{\displaystyle \sum _{i=1}^{n}(x_{i}-M_{a})=0;}
- la somma del quadrato degli scarti di ciascun valore di {\displaystyle x} da una costante {\displaystyle c} è minima quando {\displaystyle c} è pari alla media aritmetica:

{\displaystyle \sum _{i=1}^{n}(x_{i}-c)^{2},\qquad {\text{che è minima per }}c=M_{a};}
- la media aritmetica relativa ad un collettivo di {\displaystyle n} unità suddiviso in {\displaystyle K} sottogruppi disgiunti può essere calcolata come la media ponderata delle medie dei sottogruppi, con pesi uguali alla loro numerosità:

{\displaystyle M_{a}={\frac {1}{n}}\sum _{i=1}^{K}M_{i}N_{i}}
dove {\displaystyle M_{i}} ed {\displaystyle N_{i}} rappresentano rispettivamente la media aritmetica e la numerosità dell'{\displaystyle i}-esimo sottogruppo;
- la media aritmetica {\displaystyle M_{y}} di un carattere {\displaystyle y} ottenuto a partire dalla trasformazione lineare {\displaystyle y=ax+b} di un carattere {\displaystyle x} è uguale a {\displaystyle M_{y}=aM_{x}+b}, dove {\displaystyle M_{x}} è la media aritmetica del carattere {\displaystyle x}.

### Esempio
Dati cinque numeri:
{\displaystyle x_{1}=10,\quad x_{2}=13,\quad x_{3}=9,\quad x_{4}=7,\quad x_{5}=12,}
la loro media aritmetica è data da:
{\displaystyle M_{a}={\frac {1}{5}}\sum _{i=1}^{5}x_{i}={\frac {51}{5}}=10{,}2.}

### Media ponderata
Per calcolare la media ponderata di una serie di dati di cui ogni elemento {\displaystyle x_{i}} proviene da una differente distribuzione di probabilità con una varianza {\displaystyle {\sigma _{i}}^{2}} nota, una possibile scelta per i pesi è data da:
{\displaystyle w_{i}={\frac {1}{\sigma _{i}^{2}}}.}
La media ponderata in questo caso è:
{\displaystyle {\bar {x}}={\frac {\sum _{i=1}^{n}x_{i}/{\sigma _{i}}^{2}}{\sum _{i=1}^{n}1/{\sigma _{i}}^{2}}}}
e la varianza della media ponderata è:
{\displaystyle \sigma _{\bar {x}}^{2}={\frac {1}{\sum _{i=1}^{n}1/{\sigma _{i}}^{2}}},}
che si riduce a {\displaystyle \sigma _{\bar {x}}^{2}={\frac {{\sigma _{0}}^{2}}{n}}} quando tutti i {\displaystyle \sigma _{i}=\sigma _{0}}.
Intuitivamente questa scelta avviene perché il peso che viene dato ad ogni valore è il reciproco del quadrato della varianza, ossia il reciproco del quadrato dell'"incertezza". In pratica più è grande l'incertezza (in questo caso misurata dalla varianza) più il valore associato alla stessa pesa meno. Oppure, dal punto di vista opposto, più si è certi del valore più questo pesa.
In modo più formale si può dire che questa media pesata è lo stimatore di massima verosimiglianza della media delle distribuzioni di probabilità nell'ipotesi che esse siano indipendenti e normalmente distribuite con la stessa media.

## Media geometrica
La media geometrica di {\displaystyle n} termini è la radice {\displaystyle n}-esima del prodotto degli {\displaystyle n} valori:
{\displaystyle M_{g}={\sqrt[{n}]{\prod _{i=1}^{n}x_{i}}}.}
Sfruttando le proprietà dei logaritmi, l'espressione della media geometrica può essere resa trasformando i prodotti in somme e le potenze in prodotti:
{\displaystyle {\sqrt[{n}]{\prod _{i=1}^{n}x_{i}}}=\exp \left[{\frac {1}{n}}\sum _{i=1}^{n}\ln x_{i}\right].}
Dalla precedente scrittura si ricava anche una proprietà della media geometrica: il logaritmo della media geometrica è uguale alla media aritmetica dei logaritmi. Infatti, svolgendo il logaritmo su entrambi i lati dell'uguaglianza e ricordando che {\displaystyle \ln e=1}, si ottiene:
{\displaystyle \ln {\sqrt[{n}]{\prod _{i=1}^{n}x_{i}}}={\frac {1}{n}}\sum _{i=1}^{n}\ln x_{i}.}
Nel caso si disponga della distribuzione di frequenze della variabile, è possibile calcolare più facilmente la media geometrica attraverso la seguente formula:
{\displaystyle M_{g}={\sqrt[{n}]{\prod _{j=1}^{K}{x_{j}}^{n_{j}}}},}
dove {\displaystyle K}è il numero delle modalità assunte dalla variabile {\displaystyle x}, {\displaystyle x_{j}} rappresenta la {\displaystyle j}-esima modalità di {\displaystyle x} e {\displaystyle n_{j}} la corrispondente frequenza assoluta. Dalla precedente si ottiene anche:
{\displaystyle M_{g}={\prod _{j=1}^{K}{x_{j}}^{f_{j}}}.}
Analogamente al caso della media aritmetica, attribuendo un peso ai termini si può calcolare la media geometrica ponderata:
{\displaystyle \ M_{g,pond}={\sqrt[{\left(\sum _{i=1}^{n}f_{i}\right)}]{\prod _{i=1}^{n}x_{i}^{f_{i}}}}.}
La media geometrica può essere vista anche come media aritmetico-armonica. Definendo infatti due successioni:
{\displaystyle a_{n+1}={\frac {a_{n}+h_{n}}{2}},\quad a_{0}=x}
{\displaystyle h_{n+1}={\frac {2}{{\frac {1}{a_{n}}}+{\frac {1}{h_{n}}}}},\quad h_{0}=y}
{\displaystyle a_{n}} e {\displaystyle h_{n}} convergono alla media geometrica di {\displaystyle x} e {\displaystyle y}.
Infatti le successioni convergono ad un limite comune. Si può infatti osservare che:
{\displaystyle {\sqrt {a_{i}h_{i}}}={\sqrt {\frac {a_{i}+h_{i}}{\frac {a_{i}+h_{i}}{h_{i}a_{i}}}}}={\sqrt {\frac {a_{i}+h_{i}}{{\frac {1}{a_{i}}}+{\frac {1}{h_{i}}}}}}={\sqrt {a_{i+1}h_{i+1}}}.}
Lo stesso ragionamento può essere applicato sostituendo le medie aritmetica e armonica con una coppia di medie generalizzate di ordine finito e opposto.
La media geometrica si applica a valori positivi. Ha un chiaro significato geometrico: ad esempio la media geometrica di due numeri è la lunghezza del lato di un quadrato equivalente ad un rettangolo che abbia i lati di modulo pari ai due numeri. Lo stesso vale in un numero di dimensioni superiore. La media geometrica trova impiego soprattutto dove i valori considerati vengono per loro natura moltiplicati tra di loro e non sommati. Esempio tipico sono i tassi di crescita, come i tassi d'interesse o i tassi d'inflazione.
Una caratteristica è che valori piccoli (rispetto alla media aritmetica) sono molto più influenti dei valori grandi. In particolare, è sufficiente la presenza di un unico valore nullo per annullare la media.

### Esempio
Dati cinque numeri:
{\displaystyle x_{1}=10,\quad x_{2}=13,\quad x_{3}=9,\quad x_{4}=7,\quad x_{5}=12,}
la loro media geometrica è data da:
{\displaystyle M_{g}={\sqrt[{5}]{\prod _{i=1}^{5}x_{i}}}={\sqrt[{5}]{10\cdot 13\cdot 9\cdot 7\cdot 12}}={\sqrt[{5}]{98\,280}}\approx 9{,}97.}

## Media armonica
La media armonica di {\displaystyle n} termini è definita come il reciproco della media aritmetica dei reciproci:
{\displaystyle M_{h}={\frac {n}{\sum _{i=1}^{n}{\frac {1}{x_{i}}}}}.}
Per praticità di calcolo si può applicare la seguente formula, ottenuta tramite le proprietà di somme e prodotti:
{\displaystyle M_{h}={\frac {n\cdot \prod _{i=1}^{n}x_{i}}{\sum _{j=1}^{n}{\frac {\prod _{i=1}^{n}x_{i}}{x_{j}}}}}.}
Se a un insieme di dati è associato un insieme di pesi {\displaystyle w_{1}\dots w_{n}}, è possibile definire la media armonica ponderata come:
{\displaystyle {\frac {\sum _{i=1}^{n}w_{i}}{\sum _{i=1}^{n}{\frac {w_{i}}{x_{i}}}}}.}
La media armonica semplice rappresenta un caso particolare, nel quale tutti i pesi hanno valore unitario.
La media armonica è fortemente influenzata dagli elementi di modulo minore: rispetto alla media aritmetica risente meno dell'influenza di outlier grandi, ma è influenzata notevolmente dagli outlier piccoli.

### Esempio
Dati cinque numeri:
{\displaystyle x_{1}=10,\quad x_{2}=13,\quad x_{3}=9,\quad x_{4}=7,\quad x_{5}=12,}
la loro media armonica è data da:
{\displaystyle M_{h}={\frac {5}{\sum _{i=1}^{5}{\frac {1}{x_{i}}}}}\approx {\frac {5}{0{,}51}}\approx 9{,}72.}

## Media di potenza
La media di potenza (o media generalizzata o media di Hölder o media {\displaystyle p}-esima) rappresenta una generalizzazione delle medie pitagoriche. È definita come la radice {\displaystyle p}-esima della media aritmetica delle potenze di esponente {\displaystyle p} degli {\displaystyle n} valori considerati:
{\displaystyle M_{p}(x_{1},\dots ,x_{n})=\left({{\frac {1}{n}}\sum _{i=1}^{n}x_{i}^{p}}\right)^{\frac {1}{p}}.}
Molte altre medie sono casi particolari della media generalizzata, per opportuni valori di {\displaystyle p}:
- media aritmetica, per {\displaystyle p=1};
- media geometrica, per {\displaystyle p\rightarrow 0};
- media armonica, per {\displaystyle p=-1};
- media quadratica, per {\displaystyle p=2} (usata soprattutto in presenza di numeri negativi per eliminare i segni);
- media cubica, per {\displaystyle p=3}.

Inoltre:
- {\displaystyle M_{+\infty }(x_{1},\dots ,x_{n})=\max\{x_{1},\ldots ,x_{n}\};}
- {\displaystyle M_{-\infty }(x_{1},\dots ,x_{n})=\min\{x_{1},\ldots ,x_{n}\}.}

Ad ogni termine può essere associato un coefficiente detto peso, in genere rappresentato dalla frequenza oppure da un valore il quale descrive l'importanza (oggettiva o soggettiva) che il singolo elemento riveste nella distribuzione. Se ai dati in esame si assegna un insieme di pesi {\displaystyle w_{i}}, tali che {\displaystyle w=\sum w_{i}}, è possibile definire la media pesata:
{\displaystyle M_{p}(x_{1},\dots ,x_{n})=\left({{\frac {1}{w}}\sum _{i=1}^{n}w_{i}x_{i}^{p}}\right)^{\frac {1}{p}}.}

## Media aritmetico-geometrica
La media aritmetico-geometrica (AGM) di due numeri reali positivi {\displaystyle x} e {\displaystyle y} è definita come limite comune di due successioni definite come segue.
Si determinano la media aritmetica {\displaystyle a_{1}} e la media geometrica {\displaystyle g_{1}} di {\displaystyle x} e {\displaystyle y}
{\displaystyle a_{1}={\frac {1}{2}}(x+y)}
{\displaystyle g_{1}={\sqrt {xy}}.}
Quindi si itera il procedimento, sostituendo {\displaystyle a_{1}} ad {\displaystyle x} e {\displaystyle g_{1}} a {\displaystyle y}. In questo modo si ottengono due successioni:
{\displaystyle a_{n+1}={\frac {1}{2}}(a_{n}+g_{n})}
{\displaystyle g_{n+1}={\sqrt {a_{n}g_{n}}}.}
Le due successioni sono convergenti e hanno limite comune, detto media aritmetico-geometrica di {\displaystyle x} e {\displaystyle y}, indicata come {\displaystyle \mathrm {M} (x,y)} o talvolta come {\displaystyle \mathrm {agm} (x,y)}.
La media geometrica di due numeri è sempre minore della media aritmetica, di conseguenza {\displaystyle g_{n}} è una successione crescente, {\displaystyle a_{n}} è decrescente e si ha {\displaystyle g_{n}\leq \mathrm {M} (x,y)\leq a_{n}} (le disuguaglianze sono strette se {\displaystyle x\neq y}).
Quindi {\displaystyle \mathrm {M} (x,y)} è un numero compreso fra la media aritmetica e la media geometrica di {\displaystyle x} e {\displaystyle y}.
Inoltre, dato un numero reale {\displaystyle r\geq 0}, vale la relazione
{\displaystyle \mathrm {M} (rx,ry)=r\mathrm {M} (x,y).}
Esiste anche un'espressione in forma integrale di {\displaystyle \mathrm {M} (x,y)}:
{\displaystyle \mathrm {M} (x,y)={\frac {\pi }{4}}(x+y)\;/\;K\!\left({\frac {x-y}{x+y}}\right),}
dove {\displaystyle K(m)} rappresenta l'integrale ellittico completo di prima specie:
{\displaystyle K(m)=\int _{0}^{\frac {\pi }{2}}{\frac {d\theta }{\sqrt {1-m^{2}\,\sin ^{2}\theta }}}.}
Inoltre, poiché la media aritmetico-geometrica converge piuttosto rapidamente, la formula precedente è utile anche nel calcolo degli integrali ellittici.
Il reciproco della media aritmetico-geometrica di {\displaystyle 1} e {\displaystyle {\sqrt {2}}} è chiamata costante di Gauss, in onore del matematico tedesco Carl Friedrich Gauss.
{\displaystyle {\frac {1}{\mathrm {M} (1,{\sqrt {2}})}}=G=0{,}8346268\dots }

## Media integrale
Una generalizzazione del concetto di media a distribuzioni continue prevede l'uso di integrali.
Supponiamo di avere una funzione {\displaystyle f\colon [a,b]\rightarrow \mathbb {R} }, integrabile. Allora si può definire la media {\displaystyle \mu } come:
{\displaystyle \mu ={\frac {1}{b-a}}\int _{a}^{b}f(x)dx.}
Data inoltre una funzione {\displaystyle p\colon [a,b]\to \mathbb {R} } tale che {\displaystyle p(x)>0}, detta peso, si può definire la media integrale pesata {\displaystyle \mu _{p}} come:
{\displaystyle \mu _{p}={\frac {\int _{a}^{b}p(x)f(x)dx}{\int _{a}^{b}p(x)dx}}.}
Più in generale data una funzione {\displaystyle f\colon \Omega \to \mathbb {R} } dove {\displaystyle \Omega } è un insieme sul quale è definita una funzione di integrazione, si definisce la media {\displaystyle \mu } come:
{\displaystyle \mu ={\frac {\int _{\Omega }f(x)dx}{\int _{\Omega }dx}}.}

### Media temporale
La media temporale, spesso usata nella trattazione di segnali, è chiamata componente continua. Si tratta della media integrale calcolata in un intervallo di tempo tendente all'infinito.
{\displaystyle \langle x\rangle _{(t_{2},t_{1})}={\frac {1}{t_{2}-t_{1}}}\int _{t_{1}}^{t_{2}}x(t)dt.}
per {\displaystyle t_{2}-t_{1}=T_{0}\to +\infty .}